# 도미야마촌 (아이치현)
도미야마촌(富山村)은 아이치현 기타시타라군에 설치되었던 정이다. 아이치 현의 북동단에 위치하고 시즈오카 현·나가노 현과 현 경계를 접하고 있었다.16세기까지는 가모군(가모군)에 속해 있었다.
전성기에도 인구는 약 1,000명에 불과했다.2005년 10월 말 기준 인구는 218명으로 일본의 '리도 이외 시정촌 중 가장 인구가 적은 마을'이었으나 2005년 11월 27일 도요네 촌에 편입되었다 .이에 따라 '리도 이외의 시정촌 중에서 가장 인구가 적은 마을' 자리를 고치현 도사군 오카와 촌에 내주고 있다(2021년 3월 현재는 나라현 요시노군 노자코가와 촌이 가장 적다).

## 역사
- 1889년 - 정촌제 시행으로 기타시타라군 도미야마촌이 성립하였다.
- 2005년 11월 27일 - 도요네촌에 편입해 자치체로서의 도미야마촌은 폐지되었다.

## 경제
2000년의 인구조사에 따르면 노동력 인구는 97명이며, 노동력 평균 연령은 46.8세였다.산업별 구성비율은 1차산업 12.4%, 2차산업 13.4%, 3차산업 74.2%였다. 과거에는 1차 산업 종사자가 많았지만 최근에는 고령화 진행으로 그 비율이 급감했었다. 큰 산업이 없기 때문에 고령화와 과소화 경향을 볼 수 있었다. 평생학습이나 산촌유학을 통해서 타지역과의 교류를 심화시키고 있었다.

## 교육
도미야마촌에 고등학교는 존재하지 않았다. 자택 통학생 대부분은 현 경계를 넘어 시즈오카 현 하마마쓰 시 덴류 구의 시즈오카 현립 사쿠마 고등학교(현 시즈오카 현립 하마마쓰 후베이 고등학교 사쿠마 분교)에 진학하는 경우가 많았다. 드물게 아이치현내의 현립 고교나, 나가노현 시모이나군 아난쵸의 나가노현 아난고등학교에 진학하는 사람도 있었다. 

## 전기
도야마 촌에서는 전기는 주부전력주식회사가 공급하고 있었다.
도미야마촌에 전기의 공급이 개시된 것은 1924년이다. 나가노현 시모이나군 다쓰오카촌(현·이다시)에 본사를 둔 전력회사 난신전기가, 현경을 넘어 공급했다. 아이치현측에서가 아니라 나가노현측에서 공급된 것은 아이치현 측에서는 산악지대로 배전선 건설이 어려웠기 때문이다. 난신전기는 1938년에 주오전력에 합병. 이어서 전시하의 배전통제로 중앙전력은 1942년)에 중부배전으로 통합, 도미야마촌은 동사의 공급구역으로 편입되었다. 전후 전기사업 재편으로 1951년 주부전력이 발족하자 동사의 공급구역에 편입되어, 현재에 이르고 있다.